# Oton I., kralj Grčke
Oton I. (grč. O Όθων, O Óthonʹ) (Salzburg, 1. lipnja 1815. – Bamberg, 26. srpnja 1867.), grčki kralj od 1832. do 1862. godine. Bio je drugi sin bavarskoga kralja Ludviga I. iz dinastije Wittelsbach. Budući da je preko rodbinske linije bavarskog vojvode Ivana II. bio potomak dvaju bizantskih carskih obitelji, Komnena i Laskarisa bio je idealan kandidat za prijestolje Kraljevine Grčke koja je bila oslobođena od višestoljetne osmanske vladavine.
Za grčkog kralja predoložile su ga na konferenciji u Londonu 1832. godine europske velesile Francuska, Velika Britanija i Rusija. Vladao je autokratski uz pomoć bavarskih savjetnika. Godine 1843. bio je primoran donijeti ustav po kojem će njegov nasljednik biti pravoslavne vjere. Vodila ga je želja za obnovom Bizantskog Carstva s prijestolnicom u Istanbulu, nekadašnjem Konstantinopolu.
Godine 1862. zbačen je s prijestolja nakon što je u ratu talijanskog naroda za ujedinjenje stao na stranu Habsburške Monarhije, što je izazvalo ogorčenje Grka. Umro je u rodnoj Bavarskoj.

## Vanjske poveznice
- Oton I. Hrvatska enciklopedija

| Prethodnik nitko | Grčki kralj | Nasljednik Đuro I. (1863. – 1913.) |